# シマアジ
シマアジ（縞鯵、島鯵、学名 Pseudocaranx dentex ）は、スズキ目アジ科に分類される海水魚の一種。亜熱帯・温帯海域の沿岸部に生息する大型のアジである。食用にもなり、日本ではアジ類の中で最高級の食材として扱われる。

## 名称
標準和名「シマアジ」はもともと東京・和歌山・富山・高知など各地で呼ばれていた呼称で、体側に縦帯があることから「縞鯵」、もしくは伊豆諸島など島嶼での漁獲が多いことから「島鯵」の名がある。他に日本での地方名はオオカミ（伊豆諸島での大型個体の呼称）、ヌクモメ（小笠原諸島）、コセ（和歌山）、コセアジ（高知）、ヒラアジ（熊本）、カツオアジ（鹿児島）、カイワリなどがある。「カイワリ」「ヒラアジ」は本種のみならず大型・扁平な体をしたアジ類の混称で用いられる。カイワリは別のアジの一種 Carangoides equula の標準和名でもある。
学名の種名"dentex"は「鯛」の意で、扁平な体型がタイ類に似ることに因る。英名は"White trevally"（白いアジ）、または和名と同じ由来で"Striped jack"（縞アジ）とも呼ばれる。

## 形態
成魚は最大で全長122cm・体重18.1kgの記録があるが、通常は全長1mほどまでである。体は長楕円形で体高が高く、側扁する。体色は背側が青緑色、腹側が銀白色をしている。幼魚は体側中央に幅広い黄色の縦線があるが、成長に従い不明瞭になる。ただし食餌がカニ、エビなど栄養価の高いものであった場合、成魚であっても体側の黄色の縦線が現れる。また鰓蓋中央部・胸鰭のすぐ上に黒斑が一つある。
目は頭部に比してやや小さく、脂瞼はない。吻は眼径よりも長く前に突き出る。唇は薄くあまり頑丈ではないが、筒のように前に突き出すことができる。各鰭の鰭条は、第一背鰭8棘・第二背鰭1棘23-26軟条・臀鰭2遊離棘1棘21-23軟条である。側線の前半部は上向きの弧を描き、第二背鰭第13軟条下から直走する。稜鱗は直走部の3/4程度に25-31枚が並ぶ。

## 生態
全世界の亜熱帯・温帯海域に広く分布するが、東部太平洋には分布しない。また赤道付近の熱帯海域にもいない。日本沿岸の分布域は、日本海側が新潟県以南、太平洋側が岩手県南部以南である。沿岸から沖合いの水深200m付近までの浅い海に生息する。
群れで海中を遊泳する。食性は肉食で、小魚や甲殻類などの小動物を捕食する。遊泳するものを追って捕食する他にも、海底の砂を口で掘り、砂中に潜む小動物を吸い込んで食べる。繁殖期は冬で、日本近海では12-3月に産卵する。卵は分離浮遊卵である。

## 利用

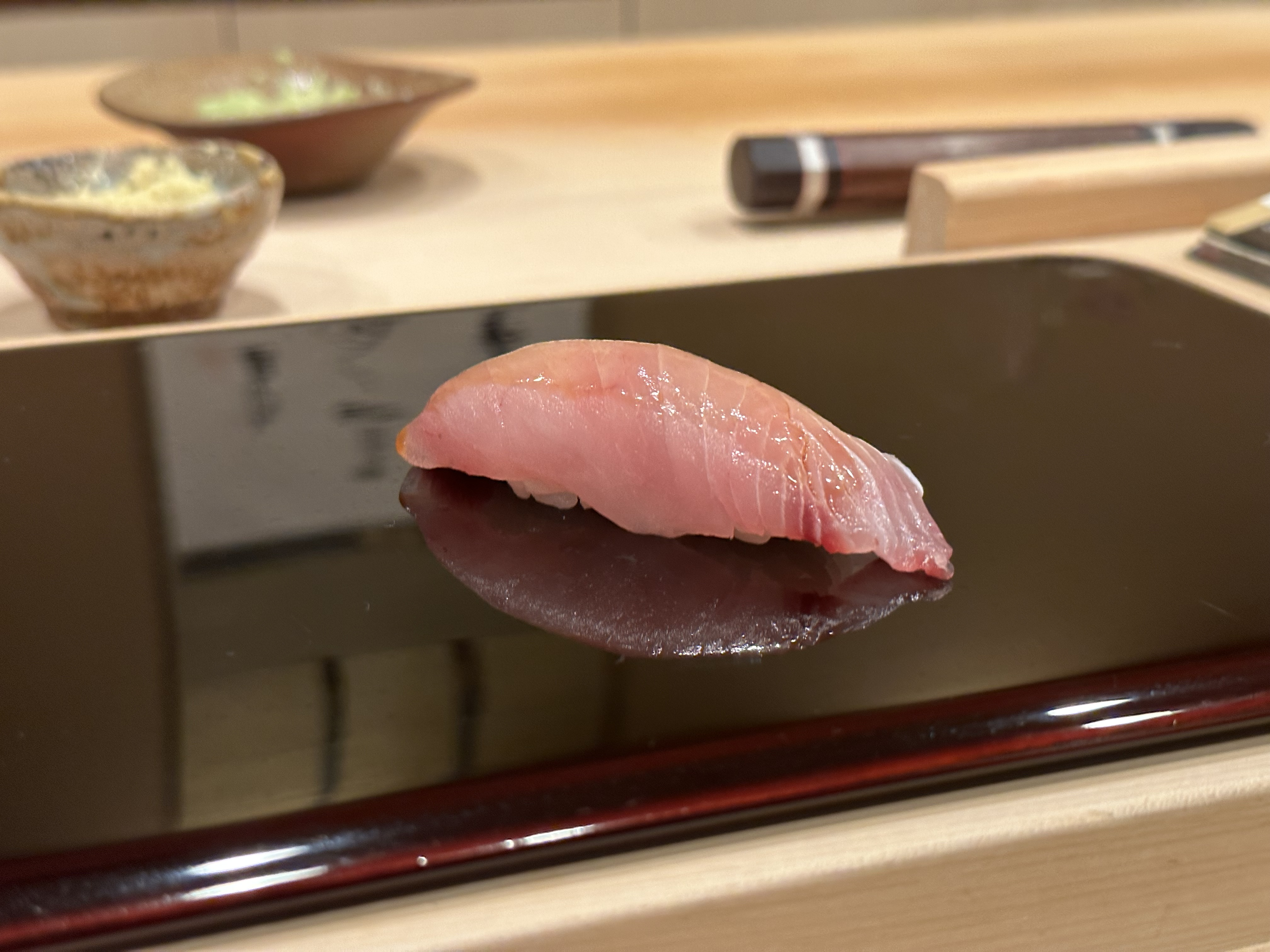
握り寿司

釣り、定置網などの沿岸漁業で漁獲される。大型魚で美味なため釣りの対象としても人気が高いが、唇が薄いので釣り針が外れ易い。また定置網では大型個体が入ることは少ない。
関東の釣り人の間では、体長80cmを超えるものは「オオカミ」と呼ぶ地域がある。餌は小魚、甲殻類等。ルアーでも釣れる。
日本ではアジ類の中で最高級の食材として珍重され高価である。刺身、寿司種、塩焼き、蒸し物、鍋、などの料理で食べられる。沿岸各地で漁獲される他に養殖も行われている。

## 同属種
シマアジ属 Pseudocaranxは4種のみが知られる。
- Pseudocaranx chilensis（スペイン語版） (Guichenot, 1848) (Juan Fernandez trevally) - チリのサン・フェリクス島とファン・フェルナンデス諸島
- Pseudocaranx dentex (Bloch & J. G. Schneider, 1801) (White trevally) - シマアジ。東部太平洋を除く亜熱帯・温帯海域
- Pseudocaranx dinjerra（中国語版） Smith-Vaniz & Jelks, 2006 - オーストラリア西部沿岸
- Pseudocaranx wrighti（英語版） (Whitley, 1931) (Skipjack trevally) - オーストラリア南部沿岸